# Dan Constantinescu
Dan Constantinescu (født 10. juni 1931 i Bukarest – død 6. februar 1993) var en rumænsk komponist.
Constantinescu stammede på sin mors side fra en adelig familie og voksede op i Pucioasa. Han studerede mellem 1950 og 1955 ved Konservatoriet i Bukarest hos Paul Constantinescu, Martian Negrea, Theodor Rogalski, Leon Klepper og Mihail Jora. Fra 1962 virkede han der som kompositionslærer.
Blandt hans elever er Carmen Maria Cârneci, Gabriel Vlădescu og Dan Dediu.
Foruden orkesterværker komponerede Constantinescu en klaverkoncert, kammermusikalske værker, klaversonater, korværker og sange. Af det rumænske komponistforbund blev han i 1976 og 1980 hædret. I 1968 modtog Constantinescu prisen for klaverkoncert og mindre orkester af Academia Românâ.